# ناحیه ادن، شهرستان پولک، مینه سوتا
ناحیه ادن (به انگلیسی: Eden Township) یک منطقهٔ مسکونی در ایالات متحده آمریکا است که در شهرستان پولک، مینه‌سوتا واقع شده‌است.
 ناحیه ادن ۹۳٫۹ کیلومتر مربع مساحت و ۲۱۵ نفر جمعیت دارد و ۳۹۶ متر بالاتر از سطح دریا واقع شده‌است.